# Nico Dostal
Nico Dostal, właśc. Nicholas Joseph Michael Dostal (ur. 27 listopada 1895 w Korneuburgu, zm. 27 października 1981 w Salzburgu) – austriacki kompozytor czeskiego pochodzenia, głównie twórca popularnych operetek nurtu operetki wiedeńskiej. Poza tym komponował muzykę filmową, musicale oraz utwory rozrywkowo-taneczne.
Wujem Nico Dostala był dyrygent i kompozytor, Hermann Dostal. Dostal studiował prawo w Linzu oraz Wiedniu, a muzyki uczył się tylko dodatkowo. W 1919 roku podpisał jednak, jako muzyk, kontrakt w Innsbrucku. W kolejnych latach działał jako kapelmistrz w orkiestrach wielu mniejszych miasteczek, a w latach 1921–22 osiadł w Salzburgu, gdzie napisał swoją pierwszą operetkę zatytułowaną Lagunenzauber, której premiera miała miejsce w 1923 roku w Grazu, jednak nie odniosła ona sukcesu.
W 1924 przeprowadził się do Berlina, gdzie pracował jako aranżer. Po dziewięciu latach instrumentowania obcych operetek premierę miała jego własna – Clivia, która zyskała duże uznanie. Później napisał jeszcze prawie 20 operetek, z których najbardziej znane to: Monika (1937), Węgierskie wesele (Die ungarische Hochzeit) (1939), Die Flucht ins Glück (1940), Manina (1942), Doktor Eisenbart (1952), Der dritte Wunsch (1954) i Rhapsodie der Liebe (1963), żadna z nich nie powieliła już jednak wielkiego sukcesu Clivii – najbliżej tego była operetka Węgierskie wesele, jedyna poważniejsza i bardziej oryginalna, jaką stworzył. W 1961 r. miała miejsce premiera musicalu Dostala So macht man Karriere. Efektownie instrumentowane i bardzo utanecznione utwory Dostala charakteryzują się sentymentalizmem. Królują w nich marsze i walce.